# Lens (Belgio)
Lens (in vallone Linse) è un comune belga di 4 042 abitanti, situato nella provincia vallona dell'Hainaut.